# Iwaniwśke (obwód doniecki)
Iwaniwśke (ukr. Іванівське) – wieś na Ukrainie, w obwodzie donieckim, w rejonie bachmuckim, w hromadzie Bachmut. W 2001 liczyła 1732 mieszkańców.